# Жослен Англома
Жосле́н Англома́ (фр. Jocelyn Angloma; нар. 7 серпня 1965, Лез-Абім) — французький футболіст, що грав на позиції захисника, півзахисника. По завершенні ігрової кар'єри — футбольний тренер. Наразі входить до тренерського штабу збірної Гваделупи. Виступав, зокрема, за клуби «Валенсія», «Лілль», «Парі Сен-Жермен», «Марсель», «Інтернаціонале», а також національну збірну Франції.

## Клубна кар'єра
Жослен Англома дебютував у дорослому футболі 1985 року виступами за команду «Ренн», в якій провів два сезони, взявши участь у 37 матчах чемпіонату. Згодом з 1987 по 1997 рік грав у складі команд клубів «Лілль», «Парі Сен-Жермен», «Марсель», «Торіно» та «Інтернаціонале». Протягом цих років виборов титул переможця Ліги чемпіонів УЄФА сезону 1992-93 з «Марселем».
Надійною грою в обороні Англома привернув увагу представників тренерського штабу «Валенсії», до складу якої приєднався 1997 року. Жослен відіграв за валенсійський клуб наступні п'ять сезонів своєї ігрової кар'єри. Більшість часу, проведеного у складі «Валенсії», був основним гравцем команди. За цей час додав до переліку своїх трофеїв титул володаря Суперкубка Іспанії з футболу, ставав чемпіоном Іспанії, володарем Кубка Інтертото, грав у фіналах Ліги чемпіонів сезонів 1999-00 та 2000-01.
Завершив професійну ігрову кар'єру у клубі «Етуаль» з Гваделупи, за команду якого виступав протягом 2003—2007 років.

## Виступи за збірні
1990 року дебютував в офіційних матчах у складі національної збірної Франції. Протягом кар'єри у національній команді, яка тривала 6 років, провів у формі головної команди країни 37 матчів, забивши 1 гол.
У складі збірної був учасником чемпіонату Європи 1992 року у Швеції, чемпіонату Європи 1996 року в Англії.

## Титули і досягнення

### «Марсель»
- Чемпіонат Франції
  - Чемпіон (1): 1991–92
- Ліга чемпіонів
  - Переможець (1): 1992–93

### «Інтернаціонале»
- Чемпіонат Італії
  - Бронзовий призер (1): 1996–97
- Кубок УЄФА
  - Фіналіст (1): 1996–97

### «Валенсія»
- Чемпіонат Іспанії
  - Чемпіон (1): 2001–02
- Кубок Іспанії
  - Володар (1): 1998–99
- Суперкубок Іспанії
  - Володар (1): 1999
- Ліга чемпіонів
  - Фіналіст (2): 1999–00, 2000–01
- Чемпіон Європи (U-21): 1988